# Škoda 1100 MB
Škoda 1100 MB − samochód osobowy produkowany przez czechosłowacką firmę Škoda z Mladá Boleslav w latach 1968 - 1969.
Zewnętrznie modele 1100 MB nie różniły się od samochodów z serii 1000 MB. Jedyną różnicą były mocniejsze silniki o pojemności 1107 cm³ i mocy 52 KM przy 4800 obr./min, momencie 81,5 Nm przy 3000 obr./min. Przyspieszenie od 0 do 80 km/h trwało 14 s, prędkość maksymalna wynosiła 127 km/h, średnie spalanie 7,9 l/100 km.
| Model            | Typ   | Lata produkcji | Liczba wyprodukowanych egzemplarzy |
| ---------------- | ----- | -------------- | ---------------------------------- |
| 1100 MB de Luxe  | 715   | 1968-69        | 22 487                             |
| 1100 MBX de Luxe | 723   | 1968-69        | 1 114                              |
| Razem            | Razem | Razem          | 23 601                             |